# Hannafordia kessellii
Hannafordia kessellii är en malvaväxtart som beskrevs av Gardn.. Hannafordia kessellii ingår i släktet Hannafordia och familjen malvaväxter. Inga underarter finns listade i Catalogue of Life.